# オピオイド危機
オピオイド危機（オピオイドきき、Opioid epidemic または Opioid crisis）は、アメリカ合衆国を中心に発生した深刻な健康危機。この危機の背景に鎮痛剤や麻酔薬として使われるオピオイドの乱用が原因。これらの薬物は元々、慢性的な疼痛や手術後の痛みを和らげるために使用されていた。しかし過剰摂取や不適切な使用により依存症や過量摂取が増加し、多くの人々が命を落とす事態となっている。

## 概略
アメリカ合衆国で1990年代から2000年代初頭にかけて医師がオピオイドを頻繁に処方するようになったことや、薬物の入手が比較的容易であった。その結果、オピオイドによる過剰摂取や依存症が急増し、アメリカ国内では60万人以上がオピオイド関連の過剰摂取によって亡くなった。
- 初期（1990年代〜）：主に処方薬（オキシコドン、ヒドロコドンなど）の乱用が問題に。
- 第2波（2010年頃〜）：処方薬が手に入らなくなった人々がヘロインなどの違法薬物へ移行。
- 第3波（2015年頃〜）：フェンタニルなどの合成オピオイド主因に。これは非常に強力で、微量で致死量に達することがあり、過剰摂取死の多くを占めている。
- 2020年頃～ ：コロナ禍により、精神的苦痛から摂取者が増加したことと、治療・カウンセリングに壁が生じたことも相まり、2021年には死者数は年間10万人を超える水準に達したとされる[2]。